# Pedro Luis Cárdenes Almeida
Pedro Luis Cárdenes Almeida   (Santa Brígida, 14 d'agost de 1967) és un exfutbolista canari, que ocupava la posició de defensa. Va militar amb la UD Las Palmas, tot jugant en Primera i Segona Divisió. Amb el conjunt gran canari va debutar a la màxima categoria. Va aparèixer en 12 partits de la temporada 87/88. Després va ser jugador de la UE Lleida quan l'equip blau va disputar la primera divisió l'any 93/94. Eixa temporada, Pedro Luis va disputar 13 partits.